# Chiesa di San Pancrazio (Montaner)
La chiesa di San Pancrazio è la parrocchiale di Montaner, frazione di Sarmede, in provincia di Treviso e diocesi di Vittorio Veneto; fa parte della forania Pedemontana.

## Storia
Si sa che, anticamente, Montaner ricadeva nella giurisdizionale della pieve di Fregona; divenne parrocchia autonoma soltanto il 24 ottobre 1600. L'antica parrocchiale era la chiesa di Santa Cecilia, ancor oggi esistente e situata in località Val.
La parrocchialità fu trasferita nell'oratorio di San Pancrazio, situato al centro del paese. Detto oratorio fu demolito nella seconda metà del XIX secolo per far posto all'attuale parrocchiale, costruita tra il 1872 e il 1891 e consacrata il 21 novembre 1889 dal vescovo di Ceneda Sigismondo Brandolini Rota.

## Descrizione
La chiesa domina parte del centro abitato e la pianura sottostante. Essa si presenta con una facciata a capanna dagli stilemi neoclassici, tripartita da quattro lesene ioniche e terminata da un grande timpano.
All'interno, a una navata, sono custodite la pala d'altare San Pancrazio tra i santi Rocco e Appolonia di Antonio Dal Favero e un affresco con Il Primato di San Pietro, opera di Noè Bordignon.
Sul lato destro dell'edificio si erge un alto campanile, con cella campanaria aperta una bifora con parapetto per lato e con terminazione a cipolla.